# Теодор Жеріко
Жан Луї Андре Теодор Жеріко́ (фр. Théodore Géricault; 1791—1826) — французький живописець і графік.

## Біографія
Народився в Руані 26 вересня 1791 року. Батько художника був адвокатом. Мав дві пристрасті: коні та живопис.
У Карла Верле навчився зображати коней (навчався у нього 1808–1810 рр.), у майстерні П. Герена зробив безліч академічних рисунків і копій робіт класичних майстрів (1810–1813 рр.). Знайомство  із творчістю Гро надихнуло його  звернутися до сучасності. Жеріко, так само як і його вчитель Гро, захоплювався французьким імператором, його перемогами.
Про Теодора Жеріко вперше заговорили в 1812 році, коли двадцятирічний художник наважився виставити в Салоні картину «Офіцер кінних єгерів імператорської гвардії, що йде в атаку» («Портрет лейтенанта Р. Дьєдонне»). На полотні лейтенант не позує, а б'ється: стрімка діагональ композиції веде глядача в глиб картини, туди, де йде битва. Проте успіх картини Жеріко був затьмарений розгромом Наполеона в Росії. Почуття французів, що пізнали гіркоту поразки, художник втілив у картині «Поранений кірасир, що залишає поле битви» (1814 р.). Французький історик Жюль Мішле писав, що Жеріко створив ніби «епітафію солдатові 1814 року».
Відвідав Італію (1816–1817). Там знайомиться із майстрами Відродження, а також відвідує перегони неосідланих коней. Серія «Біг вільних коней» (1817 р.) — виразна чіткість репортажу та стримана героїка в стилі неокласичного духу. У цих творах остаточно сформувався індивідуальний стиль Жеріко: потужні форми передані великими рухомими плямами світла.
Під впливом творів інших видатних діячів культури й мистецтва того часу, які були присвячені визвольним рухам поневолених народів Європи, зокрема героїчній постаті гетьмана Івана Мазепи (великий вплив на митця справила поема Дж. Байрона «Мазепа»),  1820 року Т. Жеріко пише картину, яка відтворює епізод бурхливої юності гетьмана, — «Паж Мазепа» (Le Page Mazeppa).
У 1820–1821 рр.художник побував у Великій Британії, де познайомився із пейзажами Джона Констебля. Під впливом англійського майстра Жеріко написав «Перегони в Епсомі» (1821 р.). Картина пронизана рухом: коні несуться, ледве торкаючись землі, їх фігури злилися в єдину стрімку лінію. Рухомі низькі хмари на небі, тіні коней на вологій траві. Усі фігури на картині нечіткі, фарби розмиті. Жеріко, сам вправний вершник, показав перегони очима жокея.
У 1822 році художник упав із коня, отримав травму хребта, і за два роки, у віці тридцяти трьох років, помер. Автор некролога в одній із паризьких газет назвав Теодора Жеріко «юним романтиком». Таким чином Жеріко став засновником французького романтизму.

## Пліт Медузи
Однією з найвидатніших картин Жеріко є велетенське полотно (491 х 716 см), присвячене реальній корабельній аварії. Твір  називається «Пліт Медузи». Ідея намалювати таке полотно виникла в Жеріко після спілкування з лікарем Медузи Анрі Савіньї. Картині передувала величезна підготовча робота.
Незважаючи на реальне підґрунтя, картина є яскравим виявом мистецької свободи, багато елементів картини Жеріко розробив на власний розсуд, намагаючись якомога яскравіше й гостріше передати відчай і надію потерпілих на плоту. «Пліт Медузи» став останнім із завершених творів Жеріко. Картина була виставлена в паризькому салоні, проте публіка не зрозуміла її, критикам здавалося, що таке величезне полотно не може бути присвячене темі страждання, а має звертатися до героїчних чи величних тем.
Зараз картина зберігається в Луврі.

## Галерея

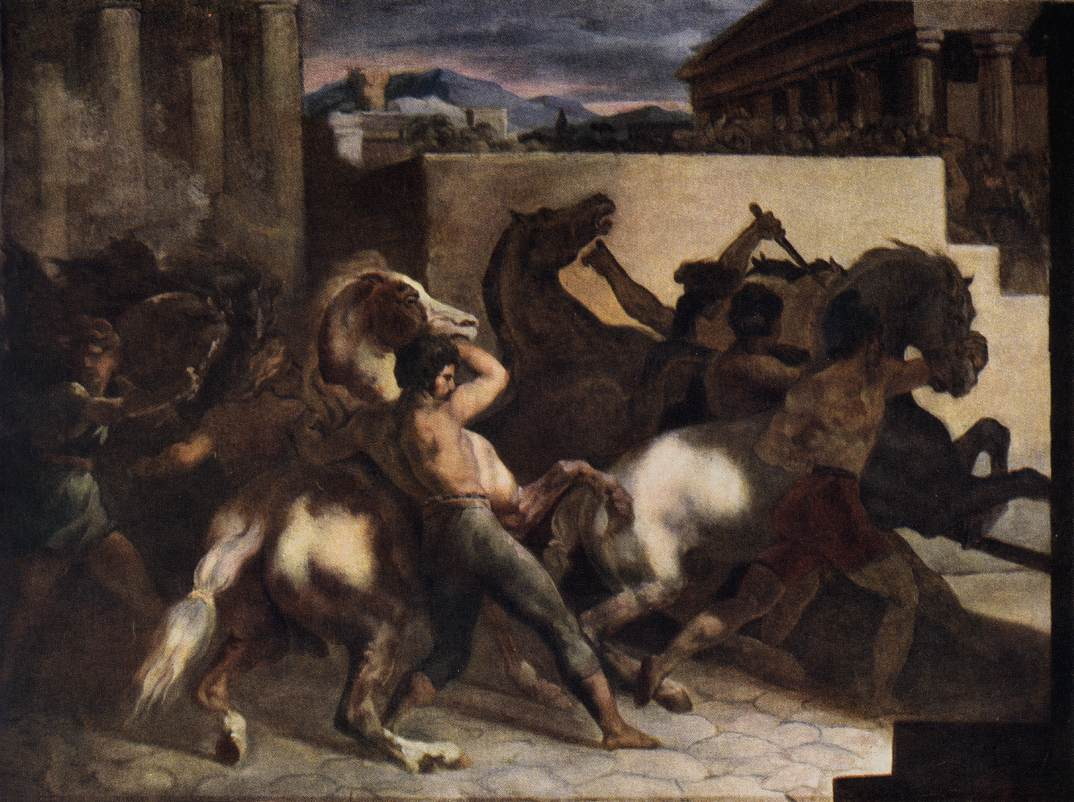
Вільні коні, 1817
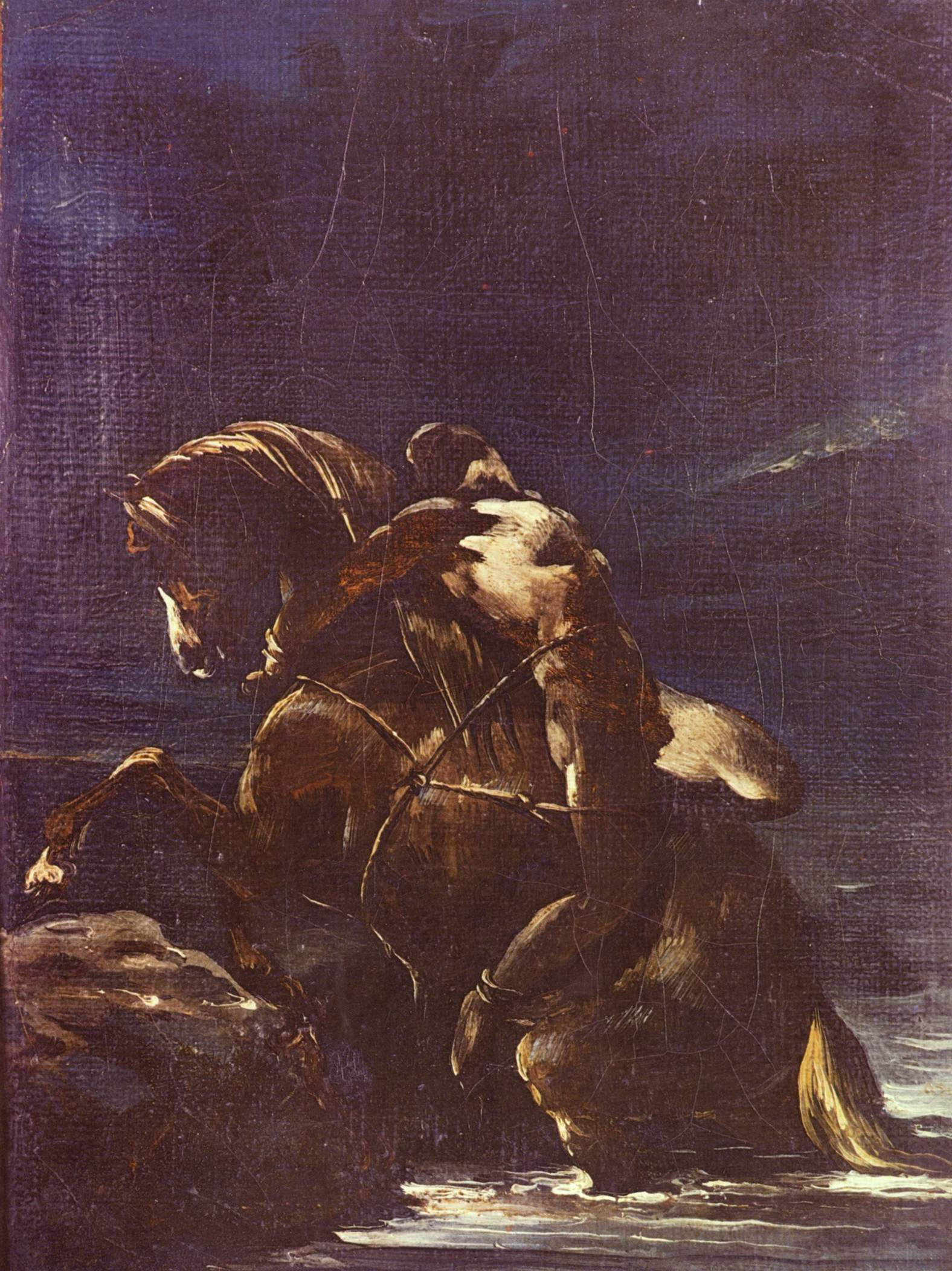
Паж Мазепа, 1820, Париж
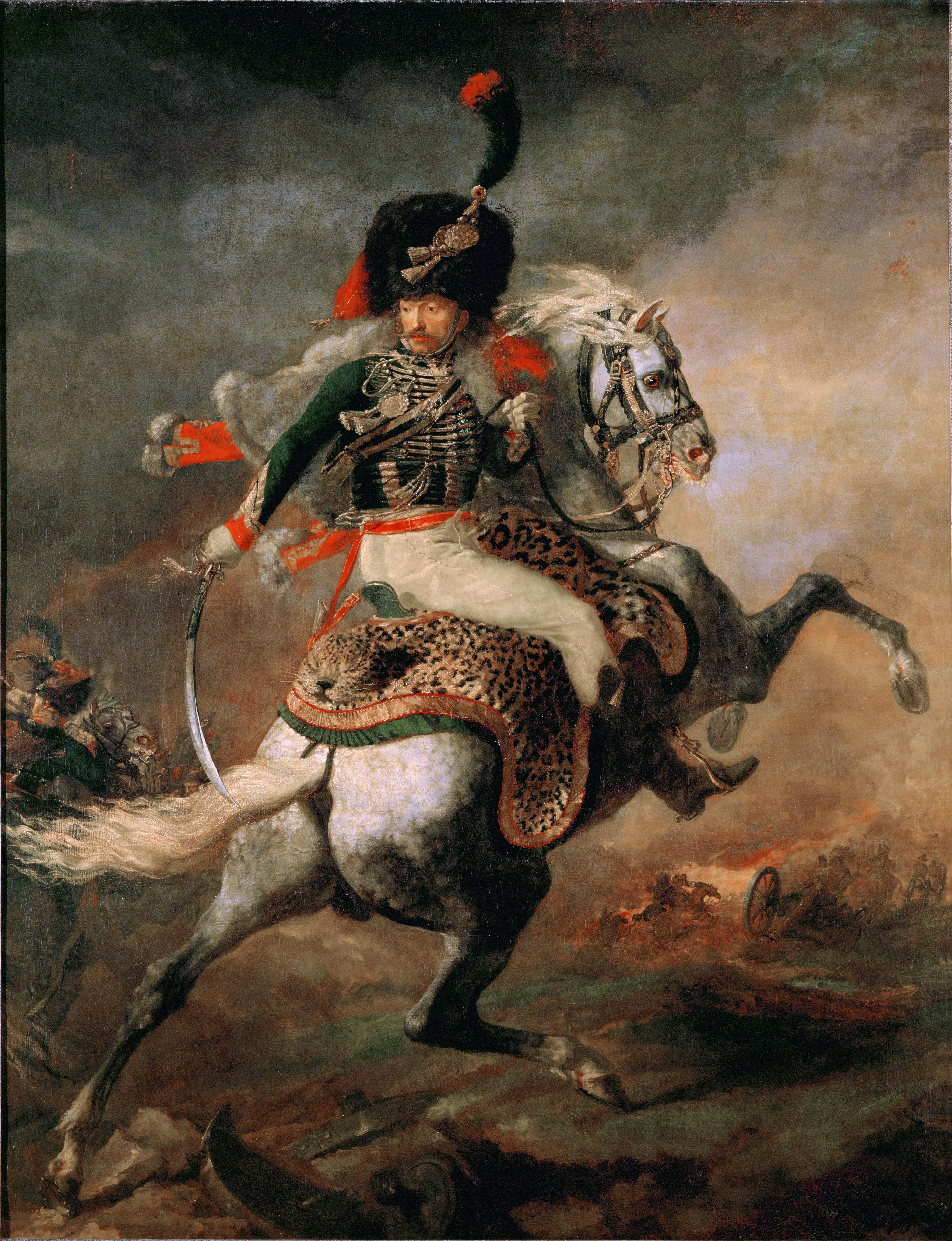
Офіцер кінних єгерів імператорської гвардії, що йде в атаку, 1812, Лувр, Париж
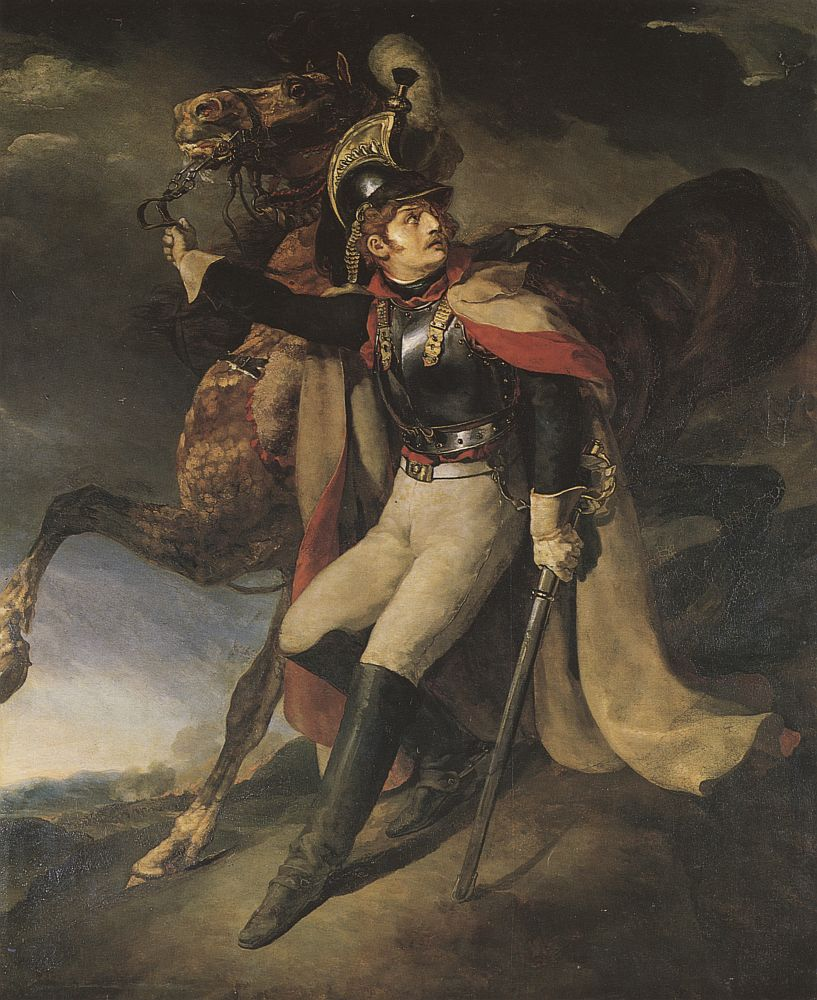
Поранений кірасир, 1814
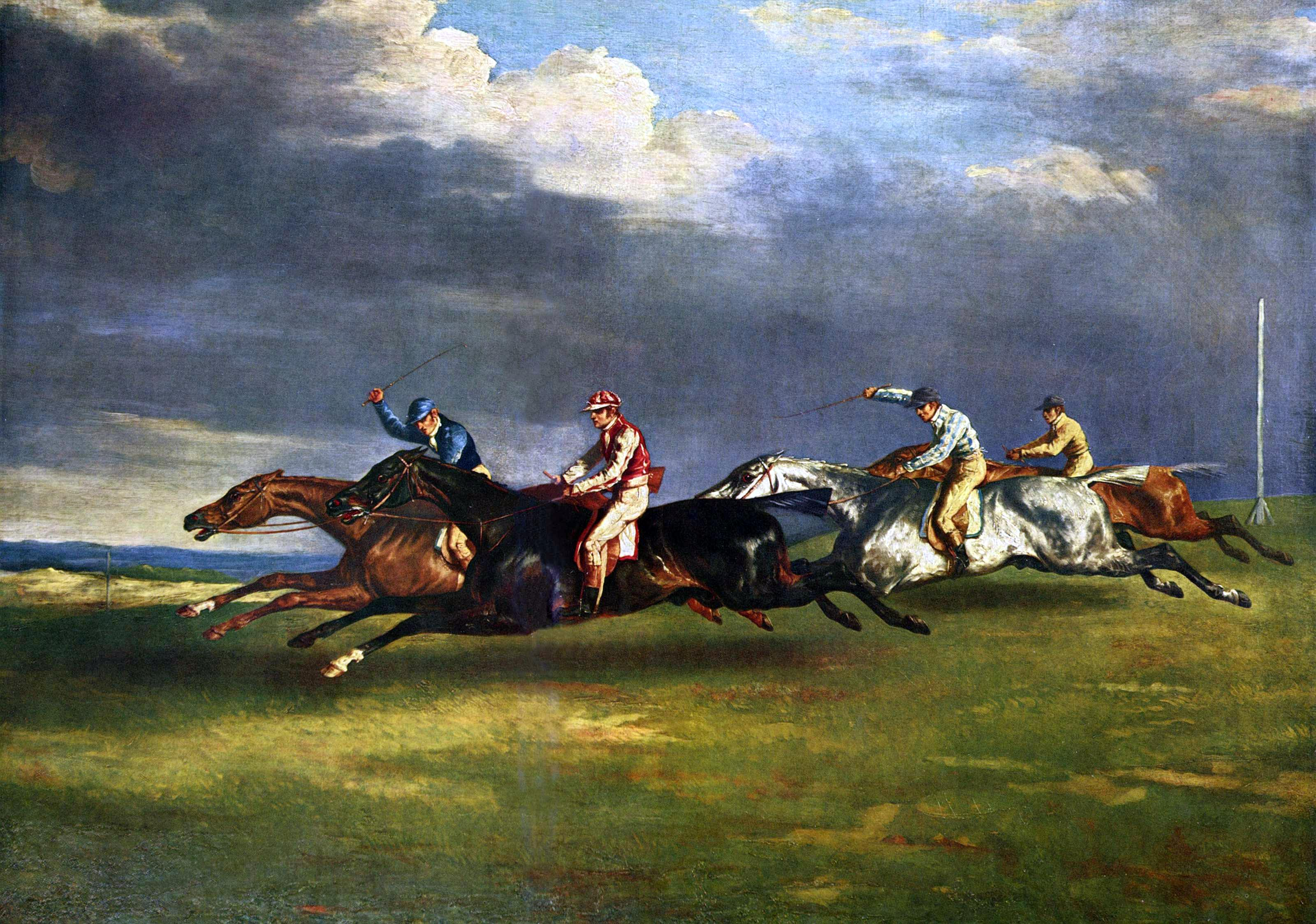
Епсомське дербі, 1821, Лувр, Париж
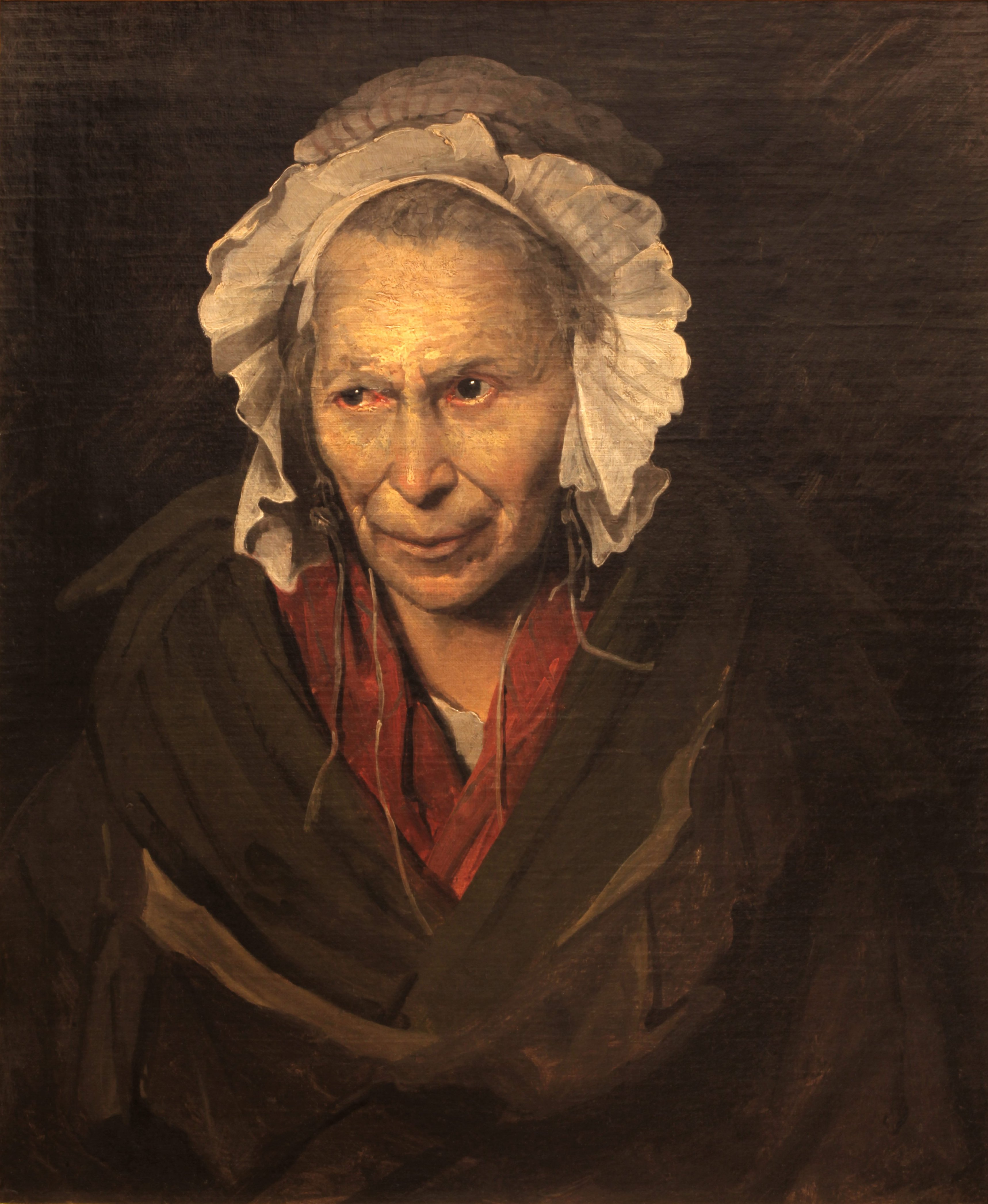
Портрет божевільної, 1822
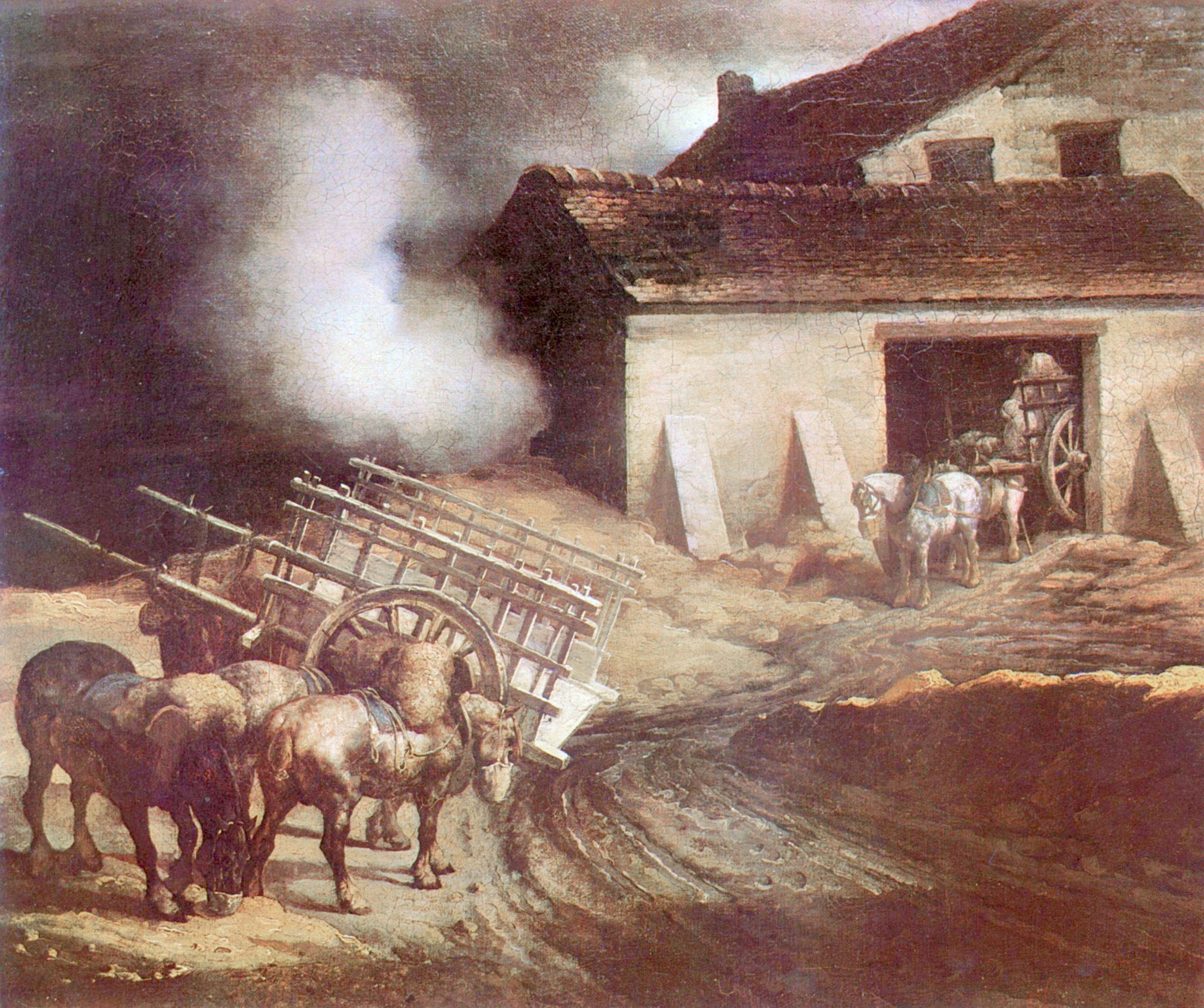
Піч для випалювання вапна
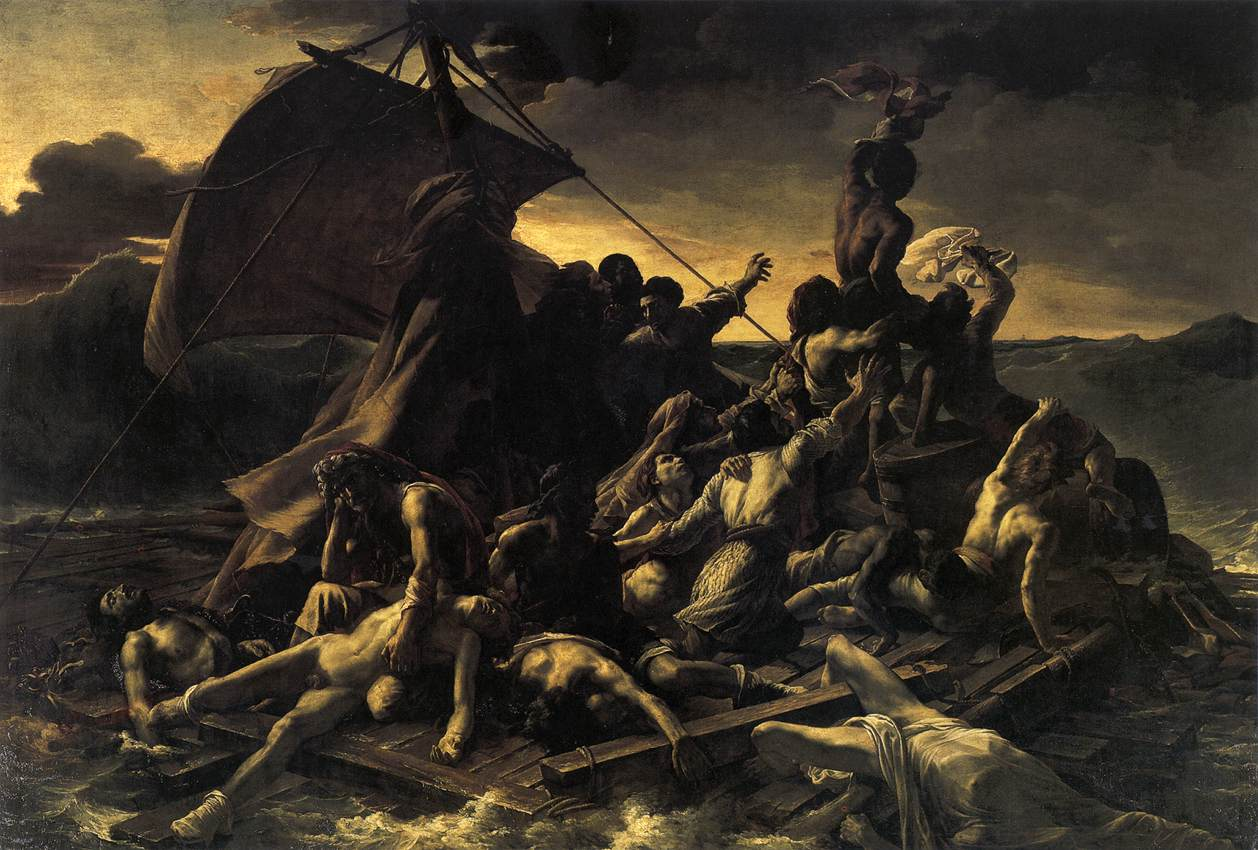
Пліт Медузи, 1818-1819, Лувр, Париж
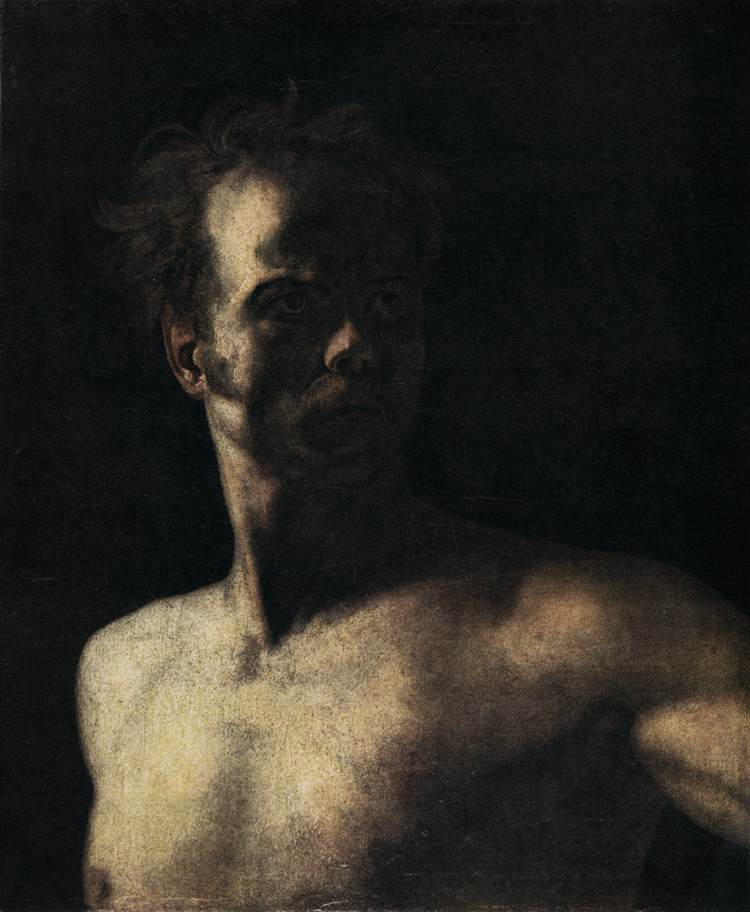
Натурник, вивчення голови, 1812
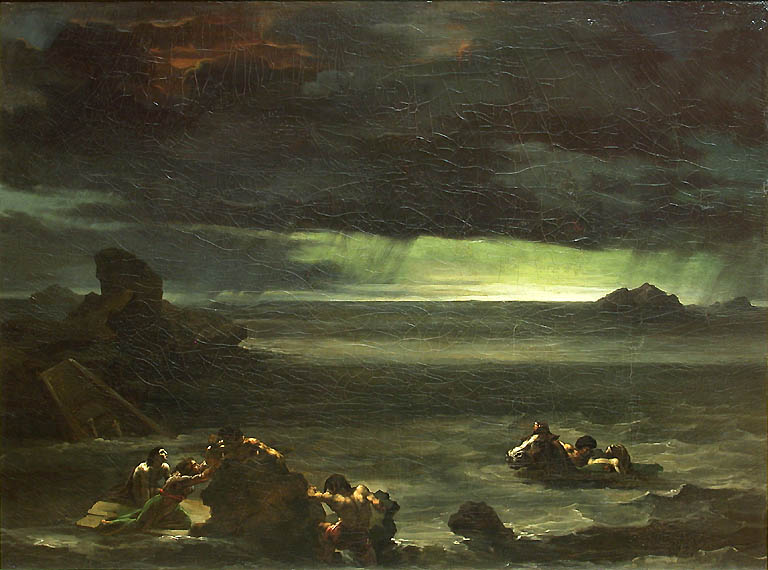
Потоп, 1814, Лувр